# Filodrillia teres
Filodrillia teres é uma espécie de gastrópode do gênero Filodrillia, pertencente à família Borsoniidae.